# 양구우체국
양구우체국(楊口郵遞局)은 양구 지역의 우편 및 우체국 금융서비스 관련 업무를 수행하는 강원지방우정청 소속 우체국이다.

## 기본 정보
- 주소: 강원특별자치도 양구군 양구읍 관공서로 26
- 우편번호: 24522

## 연혁
- 1954년 12월 1일: 양구우체국 개국
- 1981년 9월 28일: 사무관국 승격
- 2006년 9월 14일: 현 청사 준공
- 2010년 1월 4일: 양구군 해안면 우편구역을 원통우체국에서 양구우체국으로 변경[1]
- 2020년 7월 1일: 제108군사우체국 폐국[2]
- 2021년 3월 1일: 양구남면우체국을 양구국토정중앙우체국으로 명칭 변경[3]

## 관할 우체국
| 우체국명             | 사진 | 주소                                            | 비고                                        |
| -------------------- | ---- | ----------------------------------------------- | ------------------------------------------- |
| 방산우체국           |      | 강원특별자치도 양구군 방산면 평화로 5141        |                                             |
| 양구국토정중앙우체국 |      | 강원특별자치도 양구군 국토정중앙면 정중앙로 612 | 2021년 3월 1일 양구남면우체국에서 명칭 변경 |
| 임당우체국           |      | 강원특별자치도 양구군 동면 금강산로 1695        |                                             |
| 제108군사우체국      |      | 강원도 양구군 양구읍                            | 2020년 7월 1일 폐국                         |
| 해안우체국           |      | 강원특별자치도 양구군 해안면 펀치볼로 1306      |                                             |

## 조직
- 영업과
- 경영지도실
- 우편물류과